# Твердохліб Маргарита Геннадіївна
Маргари́та Генна́діївна Твердохлі́б (Ахкозова) (* 1991) — українська легкоатлетка, стрибунка в довжину.

## З життєпису
Народилась 1991 року в Решетилівці.
Бронзова призерка Чемпіонату світу з легкої атлетики серед юніорів-2010 (Монктон).
Учасниця Літніх Олімпійських ігор-2012.
Бронзова призерка Чемпіонату України з легкої атлетики-2014. На Чемпіонаті Європи з легкої атлетики серед молоді-2014 була 14-ю.
В листопаді 2016 року під час повторного аналізу проб було виявлено заборонені речовини туринабол та станозол; результат на Олімпійських іграх у Лондоні анульовано. В травні 2017 року була дискваліфікована на два роки.